# Obersüßbach
Obersüßbach település Németországban, azon belül Bajorországban. Lakosainak száma 1734 fő (2023. december 31.).

## Népesség
A település népessége az elmúlt években az alábbi módon változott:
| Lakosok száma | 471  | 893  | 625  | 1128 | 1715 | 1717 | 1752 | 1753 | 1725 | 1734 |
|               | 1875 | 1950 | 1975 | 1987 | 2012 | 2014 | 2016 | 2017 | 2021 | 2023 |